# Мемеринг, Каспар
Каспар Мемеринг (нем. Caspar Memering; родился 1 июня 1953 года, Бокхорст) — немецкий футболист, играл на позиции полузащитника. Чемпион Европы 1980 года в составе сборной ФРГ.

## Биография
Каспар Мемеринг родился и вырос в Бокхорсте. У его родителей Каспара-старшего и Марии было девять детей. Футболом Мемеринг начал заниматься в родном городе, где его заметили представители бременского «Вердера». В ноябре 1969 года Каспара пригласили в «Вердер», но он решил закончить обучение в школе и в апреле 1970 года стал игроком любительской команды бременцев. Хорошо проявив себя в матчах любительских команд, Мемеринг получил от тренера Герберта Видмайера вызов в молодёжную сборную Германии. Летом 1971 года знавший его по любительскому первенству Манфред Кальц и тренер-селекционер Герд Хейдт организовали переход Каспара в «Гамбург», который предложил восемнадцатилетнему игроку двухлетний контракт.
Свой первый профессиональный матч Мемеринг сыграл 28 августа 1971 года против «Шальке 04». Уже с середины своего первого сезона в команде Мемеринг прочно занял место в основном составе «Гамбурга». Он был причастен к успехам команды в 1970-х и начале 1980-х: дважды становился чемпионом Германии, обладателем Кубка Германии и Кубка немецкой лиги. Мемеринг принимал участие в трёх еврокубковых финалах «Гамбурга» — в 1977 году вместе с командой выиграл Кубок обладателей кубков УЕФА, но в 1980 году «Гамбург» проиграл финал Кубка европейских чемпионов английскому «Ноттингем Форест», а в 1982 году — финал Кубка УЕФА шведскому «Гётеборгу». Одним из наиболее памятных моментов этих еврокубковых кампаний для Каспара стал забитый им гол в ворота мадридского «Реала» в полуфинале Кубка европейских чемпионов.
В 1982 году Мемеринг после одиннадцати лет и более трёхсот сыгранных матчей покинул «Гамбург», упустив возможность выиграть Кубок европейских чемпионов. На протяжении двух лет он выступал во Франции за «Бордо», где в то время играла половина основного состава сборной Франции. Хотя в «Бордо» он не был на ведущих ролях, ему удалось добавить в свою коллекцию достижений титул чемпиона Франции. В 1984 году Мемеринг по приглашению Руди Ассауэра перешёл в «Шальке 04», где смог отыграть только один сезон, а в 1986 году вынужден был завершить игровую карьеру из-за травмы спины.
Мемеринг также выступал за сборную ФРГ в 1979—1980 годах. Его дебют в сборной состоялся 22 мая 1979 года в товарищеском матче с командой Ирландии. На победном для сборной ФРГ чемпионате Европы 1980 года Каспар был запасным игроком, ему довелось принять участие лишь в одном матче турнира — ничего не решавшей игре группового турнира с Грецией. Всего на счету Мемеринга три матча за сборную ФРГ, голов за неё он не забивал.
После завершения игровой карьеры Мемеринг открыл свой бизнес, который продал в 1996 году. В 1994 году он пережил сердечный приступ, в 1996 году у него обнаружили опухоль мозга. Осенью 1993 года Мемеринг тренировал клуб «Айнтрахт» из Нордерштедта, выступавший в Оберлиге «Север» (пятый дивизион Германии). В 1997 году он окончил Немецкий спортивный институт в Кёльне, получив диплом тренера. После этого Мемеринг работал в футбольных школах Дитера Бурденски и Манфреда Кальца, тренировал юношескую команду «Гамбурга». В 2006—2010 годах он тренировал любительскую команду «Вестрхаудерфен», в 2010—2011 годах — любительскую команду «Бёзель».

## Достижения
Гамбург
- Чемпион Германии — 1979, 1982
- Обладатель Кубка Германии — 1976
- Обладатель Кубка обладателей кубков — 1977
- Обладатель Кубка немецкой лиги — 1973

Бордо
- Чемпион Франции — 1984

ФРГ
- Чемпион Европы 1980